# Pic de la Colilla
Pic de la Colilla är en bergstopp i Andorra på gränsen till Spanien. Den ligger i den södra delen av landet. Toppen på Pic de la Colilla är 2 836 meter över havet.
Den högsta punkten i närheten är 2 897 meter över havet, 2,8 kilometer öster om Pic de la Colilla.
Trakten runt Pic de la Colilla består i huvudsak av kala bergstoppar och gräsmarker.